# Heterophyllium albicans
Heterophyllium albicans là một loài rêu trong họ Sematophyllaceae. Loài này được Thér. mô tả khoa học đầu tiên năm 1932.